# 上根知村
上根知村（かみねちむら）は、かつて新潟県西頸城郡にあった村。

## 沿革
- 1889年（明治22年）4月1日 - 町村制の施行により、西頸城郡上横村、山口村、梶山村、大神堂村、山寺村、別所村、大久保村及び和泉村の区域の一部の区域をもって、西頸城郡上根知村が発足する。
- 1901年（明治34年）11月1日 - 西頸城郡上根知村、中根知村及び下根知村が合併して、西頸城郡根知村が発足する。